# Sime (mitologia)
Sime (en grec antic Σύμη) va ser, segons la mitologia grega, una filla de Ialis i de Dotis, epònima de l'illa de Sime.
Va ser raptada per Glauc, un fill d'Antèdon i d'Halcíone(o segons altres fonts, Glauc, fill de Posidó). Quan Glauc va conquerir l'illa de Sime entre Rodes i la península de Cnidos, li va posar el nom de la seva dona. Abans les illes tenien altres noms: Metapontis i Egle. Sime va tenir un fill de Posidó anomenat Ctoni. Diodor de Sicília diu que va ser aquest Ctoni qui va posar el nom a l'illa en honor de la seva mare.